# كريستوف أتانغانا
كريستوف أتانغانا أسيمبا (2 مارس 2000) هو لاعب كرة قدم كاميروني، يلعب كحارس مرمى في نادي قبله.